# Dinosargus lateritius
Dinosargus lateritius är en tvåvingeart som beskrevs av Lindner 1968. Dinosargus lateritius ingår i släktet Dinosargus och familjen vapenflugor.
Artens utbredningsområde är Madagaskar. Inga underarter finns listade i Catalogue of Life.